# Главный (остров)
Гла́вный — остров архипелага Северная Земля. Административно относится к Таймырскому Долгано-Ненецкому району Красноярского края.

## Расположение
Находится в Карском море в восточной части островов Демьяна Бедного в 6,6 километра к северо-западу от острова Комсомолец. К востоку от острова Главного лежат острова Колокол и Крайний на расстоянии 0,5 и 1 километра соответственно. Острова соединены между собой песчаной отмелью. Ближайший остров к западу — остров Ракета в 1,4 километрах.

## Описание
Имеет 1,8 километра в длину и до 700 метров в ширину, являясь самым крупным островом группы, с чем связано название острова. Западный берег — пологий, относительно ровный, восточный весь изрезан небольшими заливами и мысами. На севере острова — небольшое озеро. В центральной части — скала высотой 11 метров. Южная и северная часть острова окружена отмелью, у северного побережья лежит малый безымянный остров.

## Топографические карты
- Лист карты U-46-XXVIII,XXIX,XXX м. Молотова (Северная Земля). Масштаб: 1 : 200 000. Состояние местности на 1956 год.